# Canthon semiopacus
Canthon semiopacus là một loài bọ cánh cứng trong họ Bọ hung (Scarabaeidae).